# Talisia japurensis
Talisia japurensis là một loài thực vật có hoa trong họ Bồ hòn. Loài này được (C. DC.) Radlk. miêu tả khoa học đầu tiên năm 1900.